# Orgyia tristis
Orgyia tristis är en fjärilsart som beskrevs av Grum-grshimailo 1890. Orgyia tristis ingår i släktet fjädertofsspinnare, och familjen tofsspinnare. Inga underarter finns listade i Catalogue of Life.